# حزب الإنويت
حزب الإنويت (بالجرينلاندية: Partii Inuit حزب الشعب)، حزب سياسي يساري انفصالي في جرينلاند بالدنمارك. تأسس عام 2013 بواسطة المنشقين عن حزب مجتمع الشعب.

## نتائج الانتخابات
| برلمان جرينلاند |                |                  |                        |
| عام الانتخابات  | إجمالي الأصوات | % إجمالي الأصوات | إجمالي المقاعد الفائزة |
| 2013            | 1,930          | 6.4              | 2 / 31                 |